# 双酚E
双酚E（英語：Bisphenol E，缩写BPE，系统名1,1-双(4-羟基苯基)乙烷，1,1-Bis(4-hydroxyphenyl)ethane）是一种芳香型有机化合物，化学式(HOC
6H
4)
2CHCH
3，和双酚A结构类似，同属于双酚系列，但少了一个甲基基团。